# Tomás Baeza González
Tomás Baeza González (Lastras de Cuéllar, 21 de diciembre de 1816-Segovia, 12 de septiembre de 1891) fue un religioso y escritor español cuyo trabajo se centra en la historia y cultura de la provincia de Segovia. Además, llevó a cabo una importante recopilación de todo lo referente a la Virgen María y el santoral católico.

## Biografía
Nació en la localidad de Lastras de Cuéllar (Segovia) el 21 de diciembre de 1816. Pronto se traslada a la ciudad de Segovia, donde cursa sus primeros estudios, en el convento de San Francisco, pasando más tarde al seminario, siendo ordenado sacerdote. Se trasladó a la Universidad de Valladolid, donde obtuvo la licenciatura en Teología Sagrada, y fue nombrado catedrático de filosofía; obtuvo el doctorado en la Universidad Central de Madrid. Perteneció a la Sociedad Económica de Amigos del País de Segovia, y fue nombrado académico correspondiente de la Real Academia de la Historia el 13 de junio de 1879.
Respecto a su carrera religiosa, en 1850 obtuvo el nombramiento de predicador y capellán de honor de Isabel II de España; dos años más tarde el de canónigo del Real Sitio de San Ildefonso y poco después magistral gobernador eclesiástico de la misma abadía. Posteriormente es nombrado canónigo de la catedral de Ávila (1858), deán de Ciudad Rodrigo (1862) y finalmente deán y canónigo de la catedral de Segovia, cargo que ocupó hasta su muerte, acaecida en esta ciudad el 12 de septiembre de 1891.

## Obra
- Historia de la insigne ciudad de Segovia y compendio de las historias de Castilla (Segovia, 1846), reedición de la obra de Diego de Colmenares.
- Lecturas segovianas (Segovia, 1847).
- Descripción de las solemnes fiestas con que la muy noble y leal ciudad de Ávila ha celebrado el tercer centenario de la gloriosa reforma de su ínclita hija y patrona Santa Teresa de Jesús (Segovia, 1862).
- Historia de la milagrosa imagen de María Santísima de la Fuencisla, patrona de Segovia, y descripción de su célebre santuario extramuros de la misma ciudad (Segovia, 1864).
- Apuntes biográficos de escritores segovianos (Segovia, 1877).
- Reseña histórica de la imprenta en Segovia, comprobada por sus mismas producciones (Segovia, 1880).
- Devoción a San Roque (1885).